# Klethen
Klethen ist ein Ortsteil von Ottendorf in der Gemeinde Ahlerstedt im Landkreis Stade (Niedersachsen).

## Geographie
Die Aue hat in der Nähe von Klethen ihren Ursprung.

### Nachbarorte
| Oersdorf  | Bockholt                                    | Ahlerstedt   |
| Ottendorf | Kompassrose, die auf Nachbargemeinden zeigt | Ahrensmoor   |
|           | Bokel                                       | Ahrenswohlde |

## Geschichte
Klethen wurde 1157 erstmals urkundlich erwähnt. 
In den 1920er Jahren hat der Archäologe Willi Wegewitz in der Gemarkung Klethens mehrere Ausgrabungen gemacht, unter anderem eine alte Sachsensiedlung.

### Regionale Zugehörigkeit
Vor 1885 war Klethen im Amt Harsefeld, nach 1885 im Kreis Stade und seit 1932 im heutigen Landkreis Stade. Als Teil der Gemeinde Ottendorf-Klethen in der Samtgemeinde Ahlerstedt wurde Klethen zum 1. Juli 1972 nach Ahlerstedt eingemeindet. 

### Einwohnerentwicklung
| Jahr | Einwohner           |
| ---- | ------------------- |
| 1824 | 6 Feuerstellen      |
| 1848 | 93 Leute, 14 Häuser |

### Religion
Klethen ist evangelisch-lutherisch geprägt und gehört zum Kirchspiel der Kirche Ahlerstedt.

## Kultur und Sehenswürdigkeiten

### Baudenkmale
In der Liste der Baudenkmale in Ahlerstedt ist für Klethen ein Baudenkmal eingetragen:
- Bergstraße 8: Wohn-/Wirtschaftsgebäude

## Verkehr und Infrastruktur
Klethen liegt an der Kreisstraße 55, die von Ottendorf zur L124 führt. 
Der nächste Bahnhof befindet sich in Harsefeld (Bahnlinie Bremerhaven-Buxtehude). 

## Persönlichkeiten
- Birgit Lemmermann (* 1962); Autorin (Plattdeutsch) und Lehrerin, geboren und aufgewachsen in Klethen